# Древо государей Российских

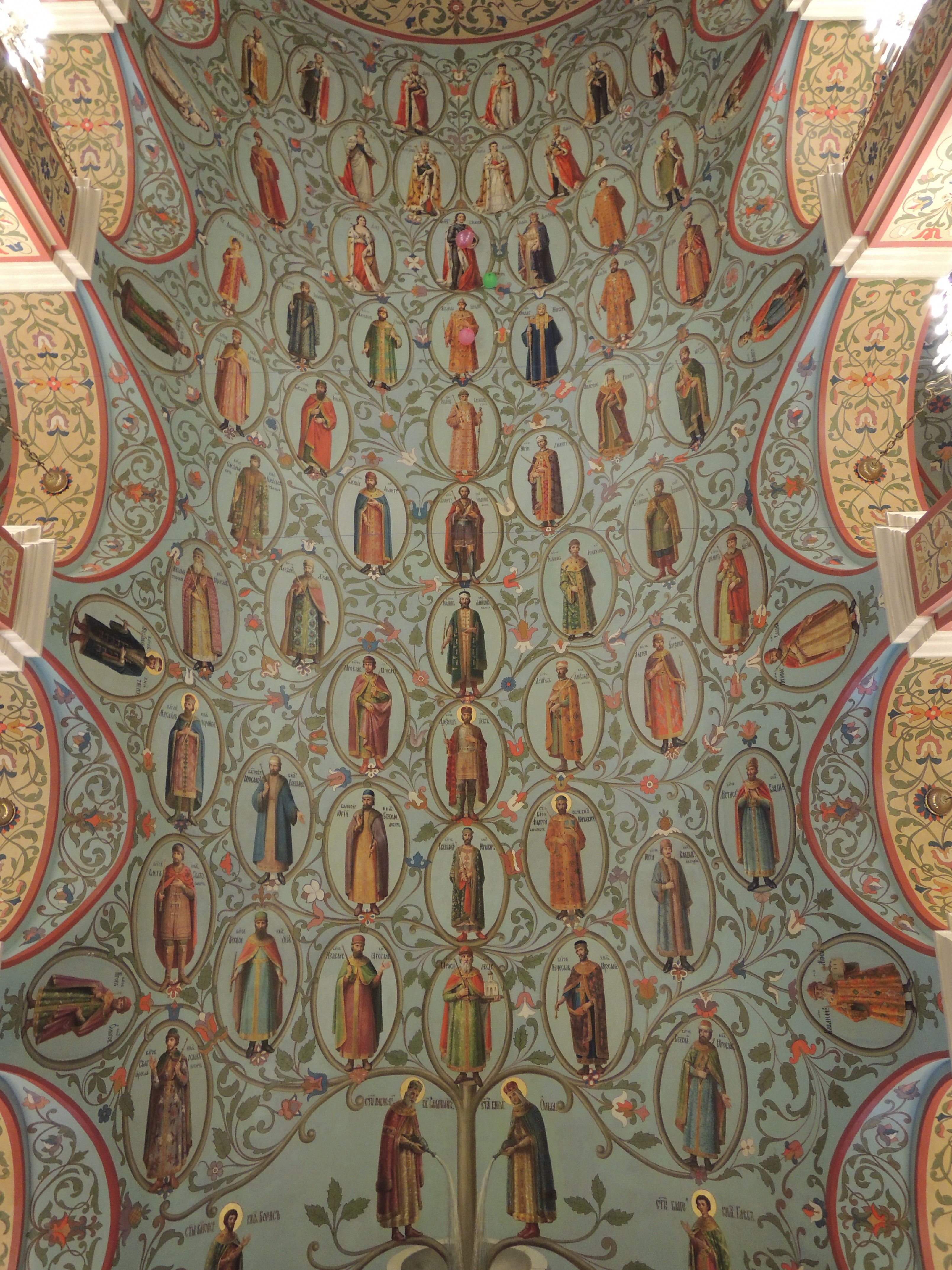
Роспись плафона. Государственный Исторический музей, Москва

«Древо государей Российских» — художественное изображение родословного (генеалогического) древа русских царей и великих князей — от Рюриковичей до Романовых. Иконография возникла и процветала при царях из династии Романовых (XVII век), однако встречаются и более поздние образцы.

## Русское царство

### Икона

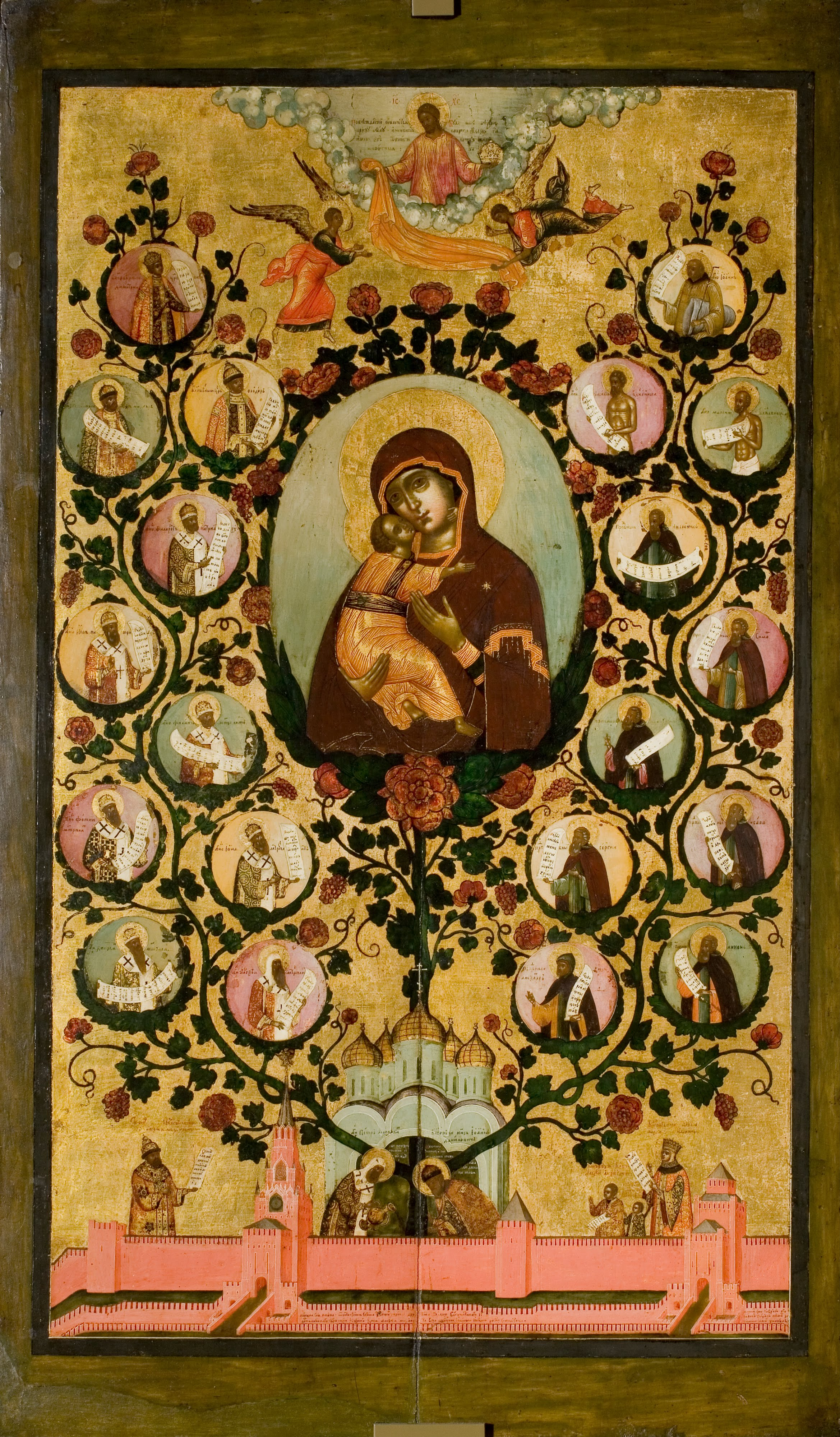
Насаждение древа Государства Российского (Похвала Богоматери Владимирской). 1668. Государственная Третьяковская галерея, Москва

Воцарение династии Романовых в 1613 году поставило задачу официального подтверждения легитимности власти этого дома. Известный генеалог М.Е. Бычкова высказала мнение, что первая попытка создать родословное древо царской семьи по законам западной генеалогии принадлежала знаменитому иконописцу Симону Ушакову. По её словам, подобные древа спиритуальной генеалогии были хорошо известны в Византии и позднесредневековой Европе, в XV веке были распространены в сборниках жизнеописаний святых и преподобных католических монашеских орденов.
«Древо Государства Российского» («Похвала Владимирской иконе Божией Матери», «Насаждение древа государства российского») — это вариант Владимирской богоматери, созданный в 1668 году Симоном Ушаковым. Образ был написан для иконостаса церкви Троицы в Никитниках, ныне находится в Третьяковской галерее.

Внизу на изображении кремлёвской стены в среднике надпись с датой; справа в нижнем углу авторская подпись: 
«А писал сии образъ его государевъ зографъ Пимин зовомый Симон Ушаковъ».

На фоне Успенского собора изображены первый московский митрополит Петр и князь Иван Данилович Калита. Они сажают и поливают дерево, которое как бы прорастает сквозь Успенский собор, заполняя ветвями всю поверхность иконы. На ветвях древа — медальоны с изображением московских святых, а в центральном самом большом медальоне — образ Богоматери Владимирской. За кремлёвской стеной стоят царь Алексей Михайлович и его первая жена Мария Ильинична с детьми. Наверху в облаках Спас, вручающий парящим ангелам венец и ризу для Алексея Михайловича: царь небесный венчает царя земного.
Изображения святых в медальонах располагаются снизу вверх с некоторыми отступлениями от исторической последовательности, как бы сообразуясь с «ростом» дерева. На левой ветви, за митрополитом Петром представлены отцы русской церкви: митрополиты Алексий, Киприан, Иона, Фотий и Филипп, патриархи Иов и Филарет, цари Михаил Федорович, Феодор Иоаннович, царевич Дмитрий.
На правой ветви в первом медальоне изображен дед Ивана Калиты князь Александр Невский в одежде схимника. За ним — основатели и настоятели близких к Москве монастырей — преподобный Никон Радонежский, преподобный Сергий Радонежский, преподобный Савва Сторожевский, преподобный Пафнутий Боровский, преподобный Симон Безмолвник, преподобный Андроник и московские блаженные Максим, Василий, Иоанн Большой колпак.
«Общая композиция произведения восходит к сербским изображениям родословной правителей Неманичей, которая, в свою очередь, опирается на иконографию родословной Христа, называемую „Древо Иессеево“. Но если в этих двух схемах дерево с многочисленными ветвями было прежде всего древом генеалогическим, то в иконе Симона Ушакова оно символизирует духовные подвиги изображенных». («Лоза Неманичей» считается первым светским родословием, созданным по образу «Древа Иессеева». Эта фреска была написана около 1320 г. в церкви Богородицы в сербской Грачанице, и благодаря композиции в ней подчеркивается божественное происхождение власти местных властителей).
«По мнению В. Г. Чубинской, посвятившей использованию идейной программы „Древа Московского государства“ отдельное исследование, прообразом композиции иконы служили изображения „вертоградов“ в православной украинской и белорусской литературе и книжной гравюре второй половины XVII в., где царь Алексей Михайлович уподоблялся Христу. В идеологическом смысле эту икону можно рассматривать как „полемический трактат, вобравший в себя важнейшие публицистические идеи времени и служивший церковно-религиозным обоснованием политики царского правительства в период становления российского абсолютизма“»

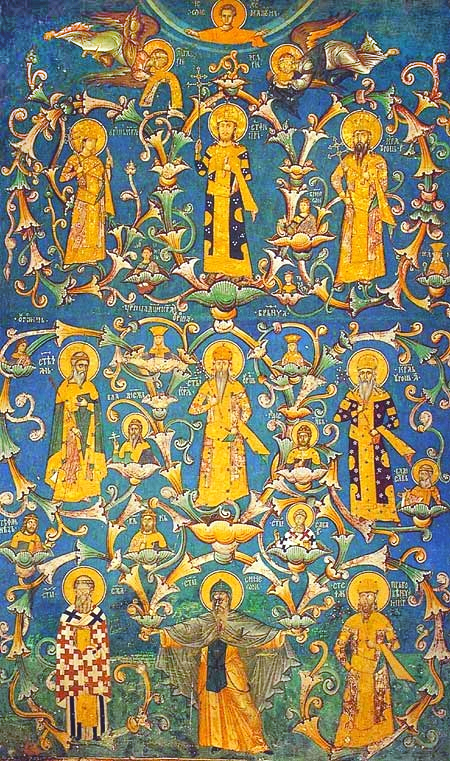
«Лоза Неманичей», Монастырь Высокие Дечаны
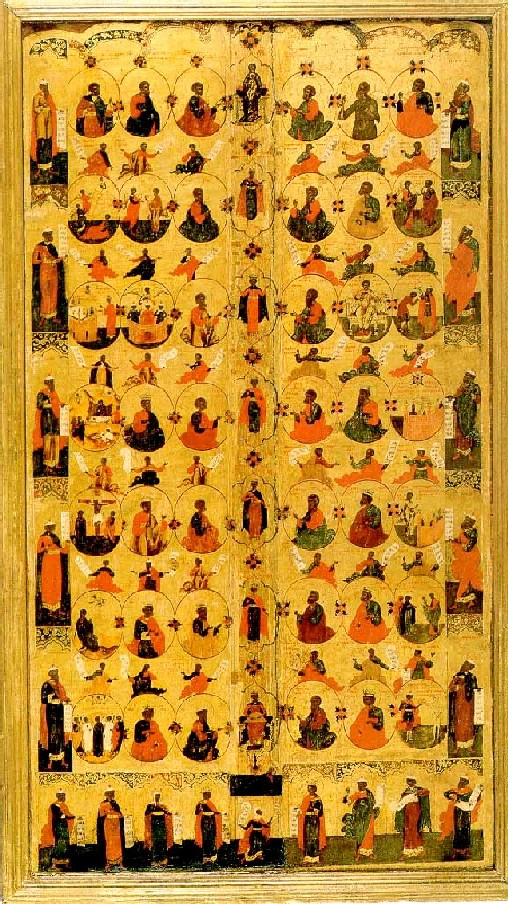
Икона «Древо Иессеево»
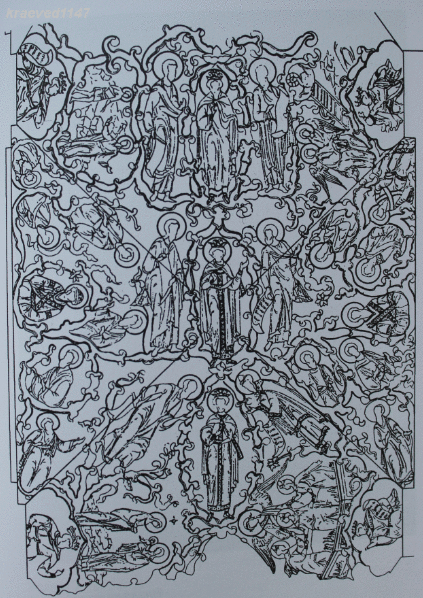
Фреска «Древо Иессеево», Благовещенский собор (схема)
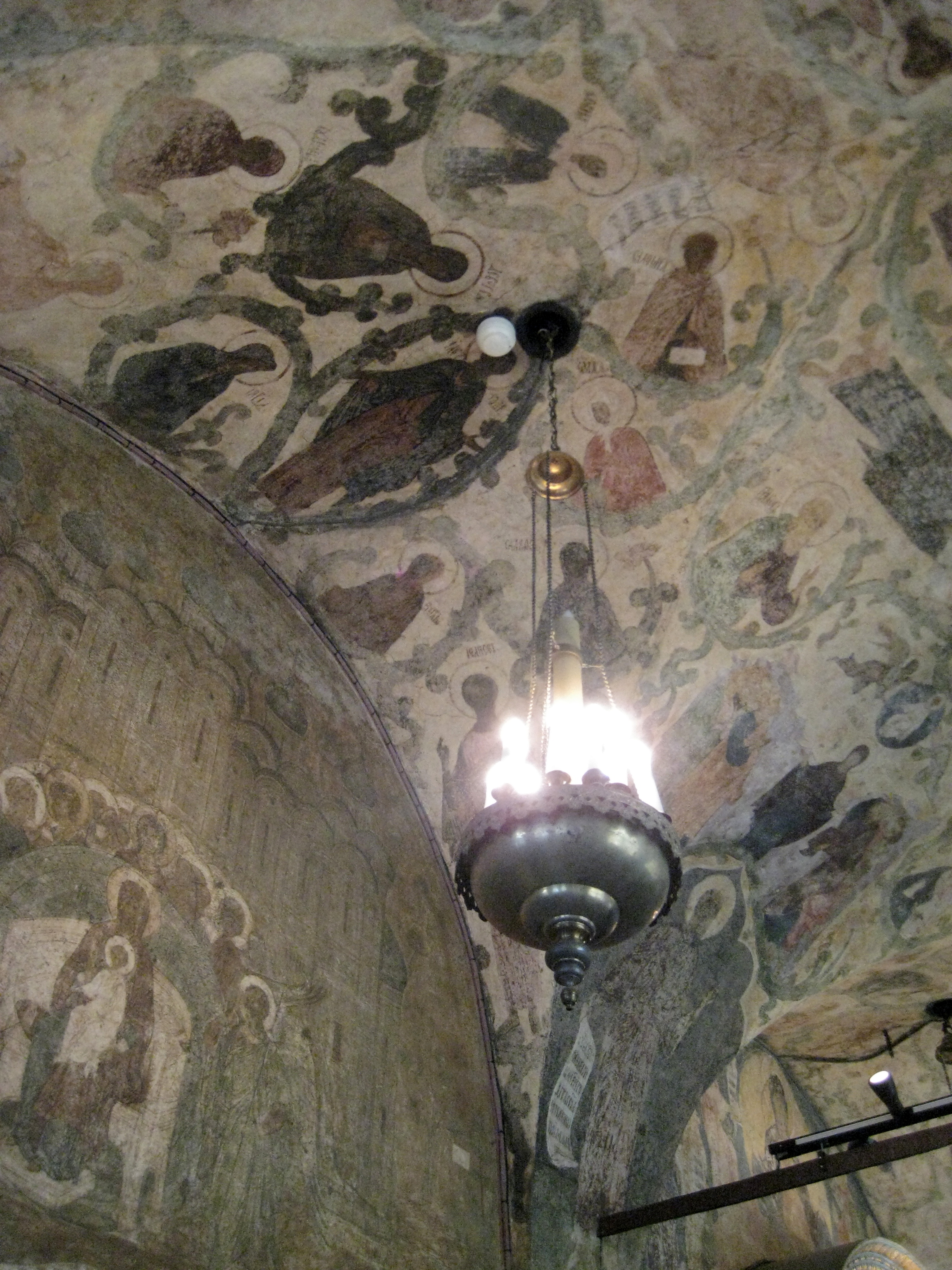
Фреска «Древо Иессеево», Благовещенский собор

Возможно, Феофан Грек, включая в начале XV в. композицию «Древа Иессеева» в стенопись галереи Благовещенского собора Московского Кремля, «также стремился подчеркнуть избранность московской династии. При возобновлении росписи Благовещенского собора в середине XVI в. „Древо Иессеево“ было дополнено изображениями московских князей. Они оказались помещенными на лопатках храма в одном ряду с пророками и мыслителями и составляют подножие „древа“ как охранители православной веры. Таким образом устанавливалась также генеалогическая параллель между родом Иессеея и родом великих князей московских»

### Синодики

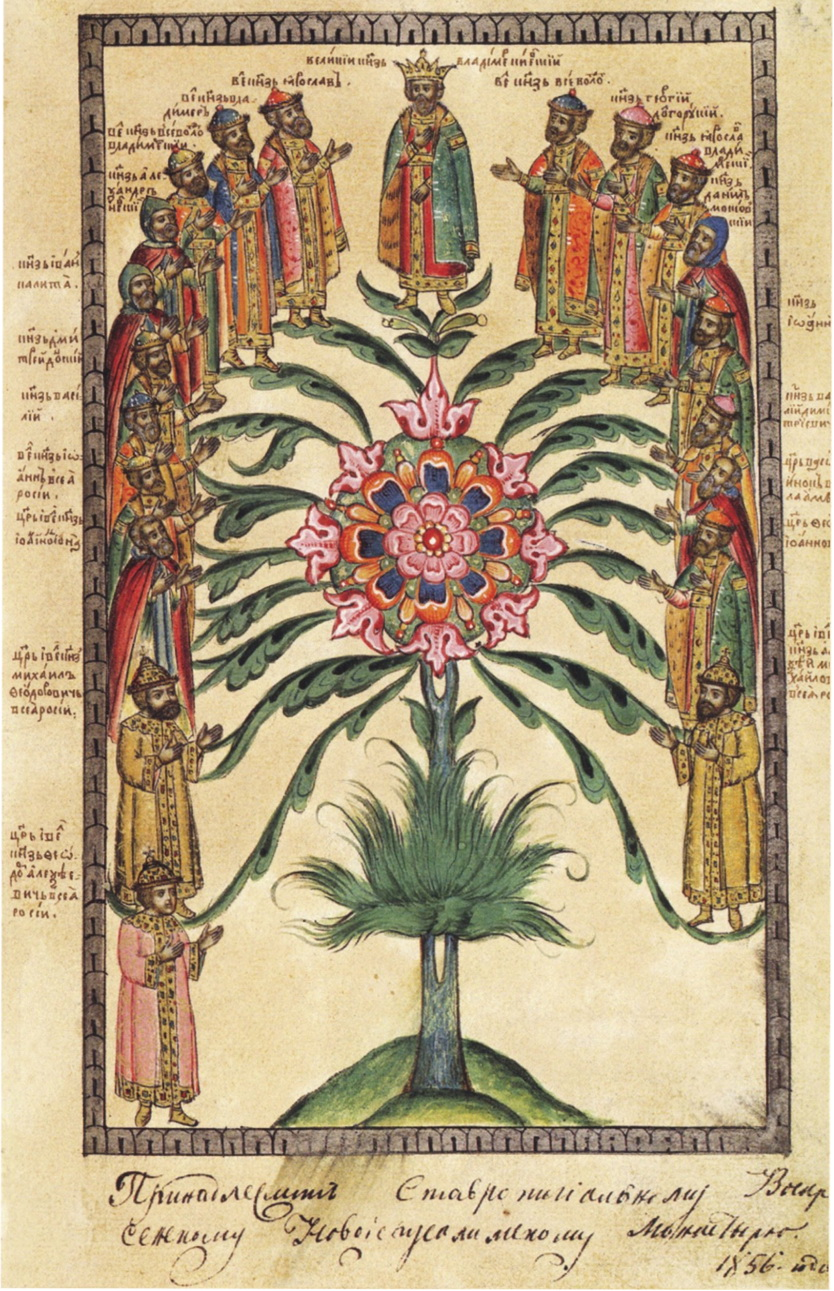
«Родословное древо русских князей и царей». Миниатюра из Синодика царевны Татианы Михайловны. 60-80-г гг. XVII в. (ГИМ. 80370. Воскр. № 66)

Л. Б. Сукина указывает, что существовал и параллельный вариант иконографии великокняжеского и царского генеалогического древа, бытовавший приблизительно в то же самое время. «Это две принадлежащие разным рукописям миниатюры, иллюстрирующие поминание великих князей в первой — официальной части синодичного помянника». «Родословное древо русских князей и царей» присутствует в синодике ярославского Спасского монастыря 1656 года, писанном дьяконом Сергием.
«Вторая известная нам миниатюра с изображением родословного древа русских князей и царей с их „портретами“ в рост находится в синодике середины XVII в., по преданию, писанном и рисованным для Воскресенского Новоиерусалимского монастыря царевной Татьяной Михайловной — дочерью первого царя новой династии Михаила Романова. На макушке древа — родоначальник династии православных правителей Руси Владимир Святой в византийском императорском венце. По левую сторону кроны — 11, по правую — 9 князей. Они изображены в позах предстояния Владимиру. Великие князья киевские, владимирские и московские — в парадных русских одеждах, принявшие перед кончиной монашеский постриг — в схимах, цари Михаил Федорович, Алексей Михайлович и Федор Алексеевич — в царских облачениях и коронах. Наличие среди князей изображения царя Федора Алексеевича позволяет предположить, что данная миниатюра была вшита в синодик уже после 1675 года. Не исключено, что, помещая новую иллюстрацию в уже готовую и использовавшуюся в патриаршем монастыре рукопись, заказчики, вероятно принадлежавшие к царскому дому Романовых, считали не лишним ещё раз напомнить о „богоизбранности“ новой династии, её преемственных связях с древними великокняжескими родами. Следует обратить внимание на тот факт, что первая из упомянутых выше миниатюр „Родословное древо русских князей“ датируется второй половиной 50-х гг. XVII в., а вторая — второй половиной 70-х. Возможно, между ними были и другие аналогичные памятники, пока не обнаруженные или не сохранившиеся. Это означает, что Симон Ушаков, создавший свою икону в 1668 г., не может считаться единоличным зачинателем традиции „наглядной генеалогии“ на русской почве».

### Новоспасский собор
Новоспасский монастырь служил усыпальницей бояр Романовых, после женитьбы Ивана Грозного на Анастасии Романовне началось возвышение обители. В 1645-47 гг. на месте древней церкви над могилами, был возведен новый храм, расписанный в 1689 году в правление царевны Софьи.
Галерею Спасо-Преображенского собора украсила фреска «Древо государей Российских», отчасти повторяющая иконографию росписи середины XVI века на паперти кремлёвского Благовещенского собора (речь идет об упомянутой выше фреске «Древо Иессеево»). Художниками в Новоспасском монастыре были Василий Осипов Колпашников с артелью костромских иконописцев. Изображение родословного дерева находится на своде вблизи входа в собор.
«Представлено в виде дерева (а в средневековье именно так изображались генеалогические таблицы), которое своими ветвями покрывает свод. Среди ветвей находятся круги, в которых изображены великие и удельные князья и цари. Все портреты написаны одним стилем и лица различаются более возрастом, чем индивидуальными чертами. Изображенные здесь персонажи были взяты, очевидно, из монастырского синодика». «Все государи изображены во весь рост с нимбами вокруг головы. Первыми представлены святые равноапостольные великий князь Владимир и великая княгиня Ольга с кувшинами в руках, поливающими корень этого родословного древа. Все князья династии изображены по порядку престолонаследия». Заканчивается роспись на Иване Грозном с сыновьями Федором и Дмитрием. Все князья, как это было принято в древнерусских фресках, в частности, в Успенском соборе Кремля, изображены с нимбами, что вызывает у современных зрителей конспирологические теории (см. Вопрос о канонизации Ивана Грозного).
Ещё раз фрески собора были возобновлены в 1837 г. После революции в стенах монастыря разместилась исправительная колония, другие учреждения. В 1930-е со стен собора была снята часть фресок, ныне хранящаяся в Историческом музее. В 2010-е была произведена реставрация фресок собора.

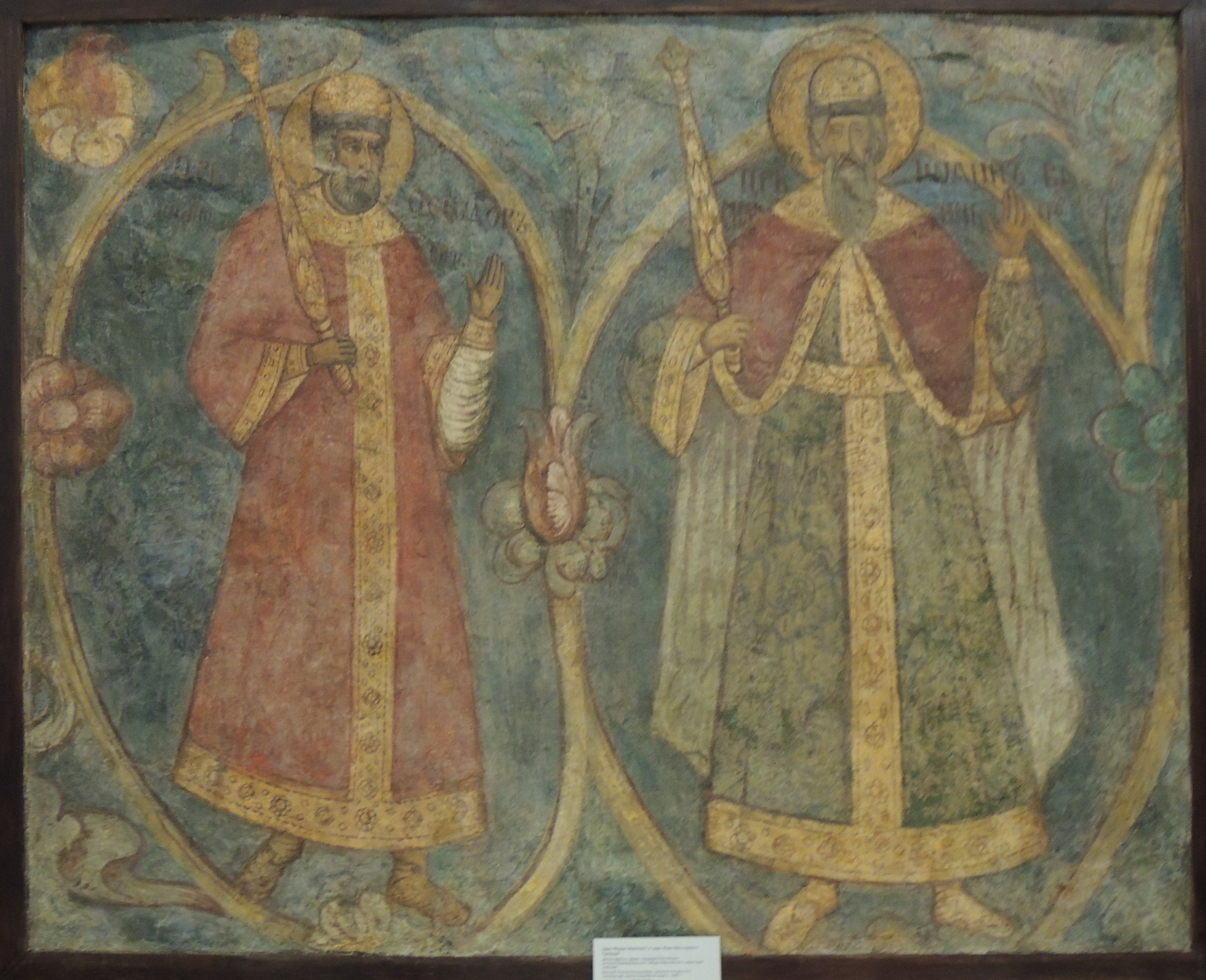
Фрагмент фрески из Новоспасского монастыря с изображением Ивана Грозного и Федора Иоанновича, ГИМ
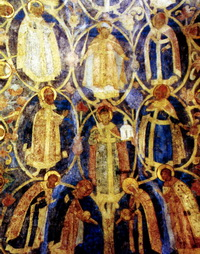
Роспись Спасо-Преображенского собора

### «Род Царствия благословится»

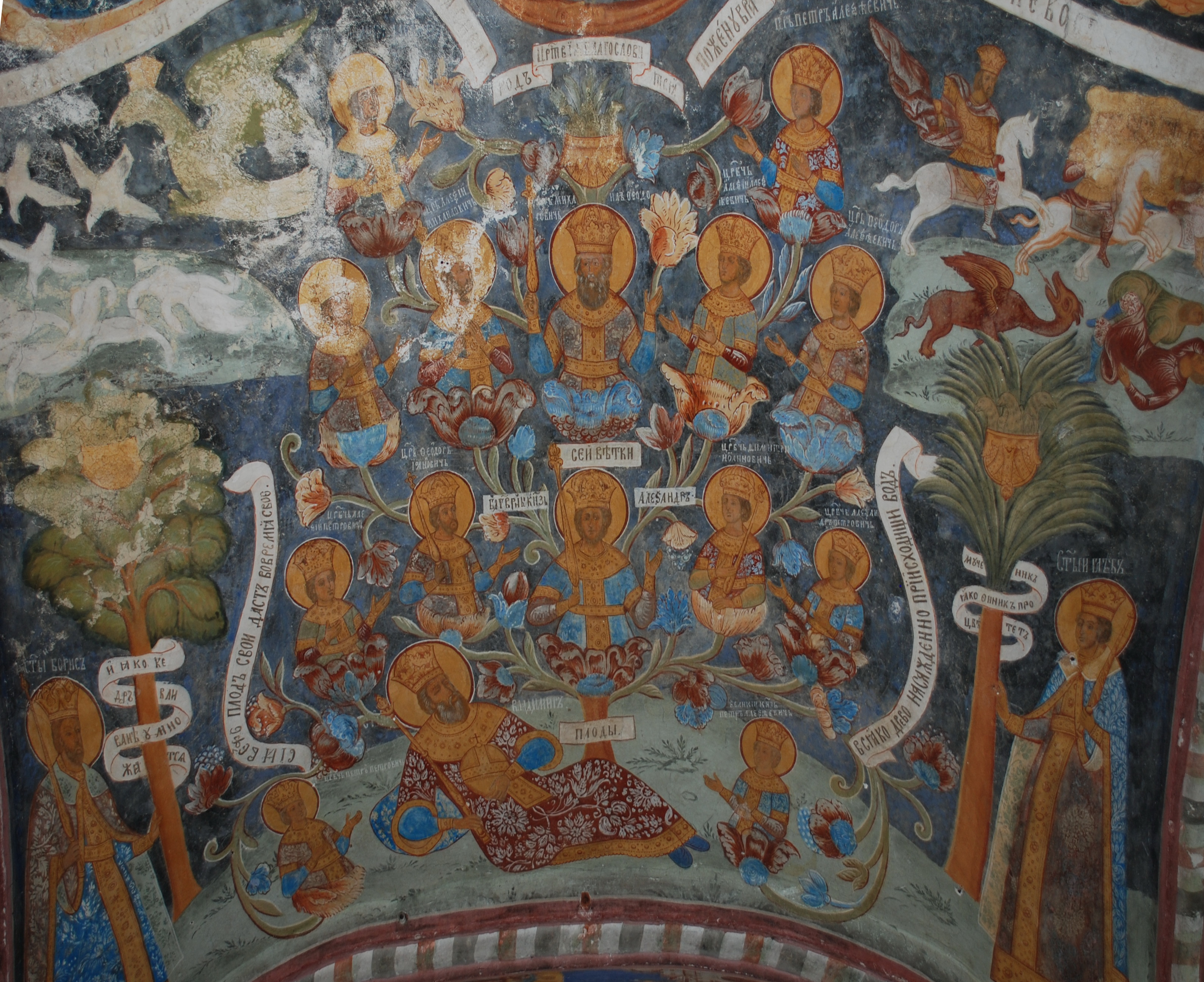
«Род Царствия благословится»

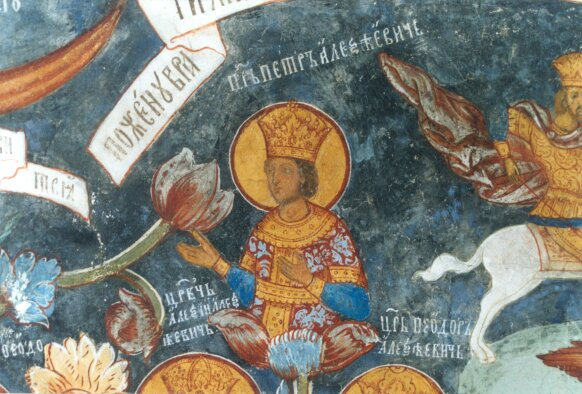
Фрагмент с изображением Петра Первого

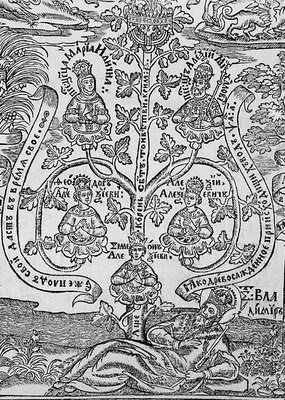
Гравюра 1666 года

Ярославская церковь Ильи Пророка имеет роспись «Род Царствия благословится» на тот же сюжет в своде северного крыльца, относящаяся к 1716 г. Авторство росписей принадлежит артели ярославских мастеров во главе с Фёдором Игнатьевым.
«У ярославской фрески имеется ряд прототипов — это прежде всего иконописная композиция „Древо Иессеево“, „Лоза Неманичей“ из Дечанского монастыря в Сербии, а наиболее близкий — гравюра „Род правых благословится“ из книги Лазаря Барановича „Меч духовный“, изданной в 1666 г. На гравюре, провозглашающей преемственность власти Романовых от Рюриковичей, из чресл святого равноапостольного князя Владимира произрастает древо, на котором в цветочных чашечках изображены царь Алексей Михайлович, царица Мария Ильинична и трое их сыновей».
«По сравнению с гравюрой из книги Барановича композиция на ярославской фреске значительно расширена. По сторонам от лежащего князя Владимира здесь стоят святые благоверные князья Борис и Глеб». Прямо над Владимиром изображён Александр Невский. По сторонам от Александра — Федор I и царевич Дмитрий. Над Александром — Михаил Феодорович. По сторонам от Михаила — Алексей Михайлович и царевич Алексей Алексеевич. Правее царевича — Федор III. Левее Алексея Михайловича — царевич Симеон Алексеевич. На самом верху и Иван V и Пётр I. Левее Федора I — царевич Алексей Петрович, под ним — царевич Пётр Петрович. Правее царевича Димитрия Иоанновича — царевич Александр Петрович, под ним — Пётр II.

### Характеристика
В современной диссертации рассматривается вопрос иконографии: «Древа, рассматриваемые обычно как аналог родовых галерей, могут трактоваться и как „Древа власти“. Значимость каждой личности утверждается через приобщение её к ряду не столько родовому, сколько функциональному, в данном случае — держателя власти: древа в XVII в. всегда объединяют 2 династии, а род Романовых в них не прослеживается глубже Михаила Федоровича. Выделены 2 варианта Древа, их композиционная схема строится в соответствии с различными жанровыми принципами: 1) в виде расходящейся в две стороны виноградной лозы — в этом случае используется структура ктиторского жанра; 2) в виде прямостоящего дерева — символа царской власти из сна царя Навуходоносора — в таком случае древо занимает центральное положение как самый значимый сакральный элемент, и уже святые изображаются в предстоянии ему, что сопоставимо со структурой символико-догматического и гимнографического жанра древнерусской живописи. Однако сами российские государи на ветвях древа практически всегда изображались в позе ктиторского предстояния (…) Оба символа государственной власти — Древо и гербовый орёл — сохраняли идущий от их истоков религиозный характер. Это нашло отражение и в формальной структуре композиций, соотносимых со структурой гимнографического жанра иконописи. Таким образом, самодержавная власть в представлениях XVII в. сохраняла исключительно сакральный характер».
«Иконография произведения Симона Ушакова существенно отличается от иконографических схем синодичных миниатюр. По сути, мы имеем дело с визуальным отображением двух различных вариантов родословной росписи: по восходящей и по нисходящей линии, одинаково принятых и на Западе, и в русской генеалогии. На рисунках синодиков родоначальник династии изображен на вершине древа, а каждому из потомков отведено по отдельной ветви, исходящей из звездообразной сердцевины. По нисходящей линии было принято изображать также и „Древо родословия Иисуса Христа“ в иллюстрациях к Евангелию от Матфея, где кроной служили изображения предков Христа, стволом — свет божественной истины, исходящий от Вифлеемской звезды. У подножия древа помещалась сцена поклонения волхвов и пастухов с Богоматерью и сидящим у неё на руках Младенцем. У Симона Ушакова, равно как и в гравированных родословиях последующего — XVIII в., линия происхождения русских царей начинается с подножия, и медальоны с изображениями деятелей церкви и государства „нанизаны“ на две мощные ветви, произрастающие из корня. Но конкретно это древо в строгом смысле нельзя считать генеалогическим, так как кроме членов династии в него включены и русские митрополиты, и святые, не состоявшие с Романовыми в кровном родстве. Здесь мы сталкиваемся скорее с живописной демонстрацией политических взаимоотношений, связывавших государство и церковь со времен первых московских князей (…) Тем не менее, и в конце XVII в., и в последующее время распространение получает иконографическая схема „восходящего“ генеалогического древа. Очевидно, её источником на русской почве служили не только полонизирующие гравюры, но и хорошо известная по фресковым росписям храмов иконография „Древа Иессеева“, хорошо известная в странах византийского мира с XII в., а может быть и немного раньше. Ствол этого „древа“ обычно составляли библейские „прародители“ Христа, на боковых ветвях помещались пророки, возвещавшие его будущее рождение, а венчало крону изображение Богоматери».
«Следовательно, в художественной культуре XVII в. сложились, по крайней мере, три типа изображения генеалогической схемы княжеского и царского родов: 
- расширенный (за счёт включения „портретов“ членов правящей династии) вариант традиционной иконографии „Древа Иессеева“;
- „Родословное древо русских князей“, представленное иллюстрациями синодичного помянника;
- и написанное Симоном Ушаковым „Древо Московского государства“.

Все они, в конечном счёте, восходят к родословию Иисуса Христа — сюжету, распространённому в христианской культуре восточного и западного Средневековья. В свою очередь, каждый из вариантов мог служить образцом для создания художественного родословия как правящий династии, боярских и дворянских семей, так и родов рядовых граждан России, осознавших в XVII в. свою личную принадлежность к истории. Примечательно, что ревностно относившиеся к „старине“ старообрядцы в своей художественной культуре сохраняют и культивируют именно такой образец иконографии с восходящей генеалогической линией, который семантически был связан с „Древом Иессеевым“, а не тот, что запечатлелся в лицевых рукописных книгах. „Восходящая“ генеалогическая схема распространяется и на изображение „Сатанинского древа“ в обличительных старообрядческих сборниках раннего времени, и на знаменитые рисованные родословия старообрядцев Денисовых и Соловецкого монастыря, созданные в XIX столетии».

## В Российской империи

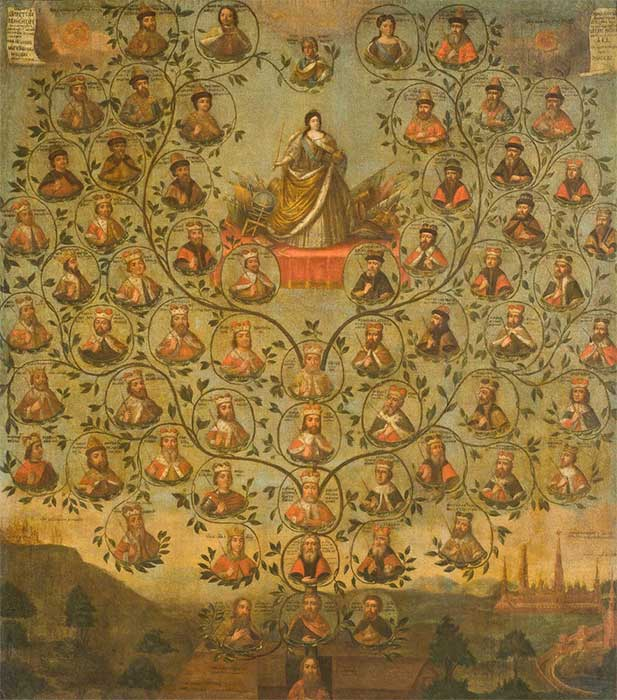
Родословное древо Русских царей. 1731.

По сведениям Н. М. Молевой, в 1732 году живописец Иван Никитин продавал в московских торговых рядах царские портреты «с родословием». В Русском музее сохранилась подобная картина, датированная 1731 годом, центром изображения которой является императрица Анна Иоанновна.
Известен один случай, когда эта иконография уже в конце XIX века использовалась провинциальными мастерами декоративно-прикладного искусства — в собрании музея-заповедника «Ростовский кремль» находится уникальная финифтяная иконка «Родословное древо русских князей», композиция которой повторяет соответствующие книжные миниатюры.

### Исторический музей

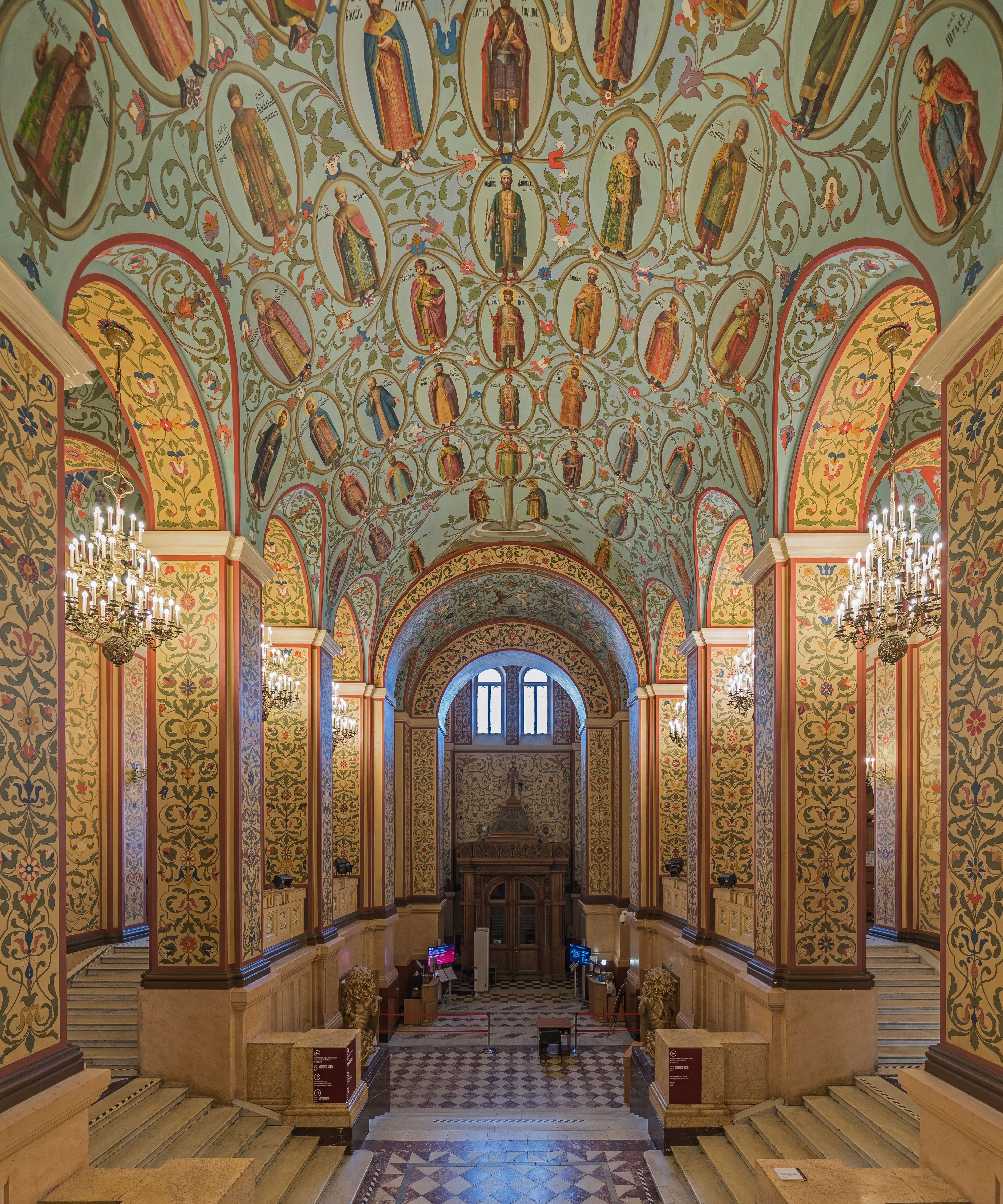
Интерьер Исторического музея

Интерьер здания ГИМа в Москве украшен репликами многих исторических росписей и мозаик, в том числе и «Древом», выполненным артелью мастеров под руководством художника Ф. Г. Торопова в мае 1883 года. Роспись находится на потолке парадных сеней, начинается со свв. Бориса и Глеба, Ольги и Владимира, а доведено до основателей музея — Александра III и его супруги Марии Федоровны.
Потолок был закрашен в 1937 году, а в 1997 вновь расчищен. Медальоны с изображениями написаны на холсте и наклеены на штукатурный слой. Орнаменты написаны по грунту на штукатурке.
| 1. Святой Борис 2. Святой Владимир 3. Святая Ольга 4. Святой Глеб 5. Игорь Олегович 6. Святослав Ярославич 7. Олег Святославич 8. Всеволод Олегович 9. Изяслав Ярославович 10. Ярослав Мудрый 11. Вячеслав Ярославович 12. Всеволод Ярославович 13. Владимир Мономах 14. Мстислав Владимирович 15. Юрий Долгорукий 16. Андрей Боголюбский 17. Всеволод Юрьевич | 18. Юрий Всеволодович 19. Ярослав Всеволодович 20. Михаил Черниговский 21. Михаил Тверской 22. Михаил Ярославович Тверской 23. Александр Михайлович 24. Ярослав Ярославович 25. Александр Невский 26. Даниил Московский 27. Андрей Александрович 28. Ярополк Владимирович 29. Дмитрий Александрович 30. Симеон Иоаннович 31. Иоанн Иоаннович 32. Иоанн Калита 33. Василий Темный 34. Василий Дмитриевич | 35. Дмитрий Донской 36. Юрий Дмитриевич 37. Анастасия Романовна 38. Дмитрий Шемяка 39. Дмитрий Красный 40. Андрей Ярославович 41. Иоанн Васильевич 42. Василий Иоаннович 43. Иоанн Грозный 44. Дмитрий царевич 45. Иоанн Иоаннович (царевич) 46. Федор Иоаннович 47. Михаил Федорович 48. Патриарх Филарет Никитич 49. Алексей Михайлович 50. Царевич Алексей Алексеевич 51. Иоанн Алексеевич | 52. Екатерина I 53. Петр I 54. Царевна Софья 55. Федор Алексеевич 56. Петр II 57. Елизавета Петровна 58. Анна Иоанновна 59. Екатерина II 60. Александр II 61. Мария Александровна 62. Николай I 63. Иоанн Антонович 64. Петр III 65. Александр III 66. Мария Федоровна 67. Александр I 68. Павел I |